# Barry Tubb
Barry York Tubb (Snyder (Texas), 13 februari 1963) is een Amerikaans acteur, filmregisseur, filmproducent en scenarioschrijver.

## Biografie
Tubb doorliep de highschool aan de Snyder High School in zijn geboorteplaats Snyder (Texas), in 1981 begon hij met acteerlessen op het toneel in San Francisco. In midden jaren 80 verhuisde hij naar Hollywood voor zijn acteercarrière op televisie en films.
Tubb begon in 1983 met acteren in de film Christine, waarna hij nog meerdere rollen speelde in films en televisieseries.

## Filmografie

### Films
Uitgezonderd korte films.
- 2014 Deliverance Creek - als Jeb Crawford
- 2014 Two Step - als Horace
- 2013 Dear Sidewalk - als Jim
- 2011 The Legend of Hell's Gate: An American Conspiracy - als sheriff Michaels
- 2011 Javelina - als Tex
- 2010 Dance with the One - als Roy
- 2010 Temple Grandin - als Randy
- 2009 Baghdad Texas - als Seth
- 2008 Clown Hunt - als Gene
- 2005 The Three Burials of Melquiades Estrada - als A.L.
- 2005 Truce - als AD
- 2002 Grand Champion - als dr. Alfred / Jesse James Davis
- 2001 American Outlaws - als kapitein Malcolm
- 2001 The Big Day - als Tuff
- 1997 Blood Trail - als Need Hawks
- 1991 Guilty by Suspicion - als Jerry Cooper
- 1990 Without Her Consent - als Trey Cousins
- 1989 Valentino Returns - als Wayne Gibbs
- 1989 Warm Summer Rain - als Guy
- 1987 Billionaire Boys Club - als Todd Melbourne
- 1986 Top Gun - als Wolfman
- 1985 The Legend of Billie Jean - als Hubie
- 1985 Mask - als Dewey
- 1985 Consenting Adult - als Jeff Lynd
- 1983 Christine - als Americanfootballspeler

### Televisieseries
Uitgezonderd eenmalige gastrollen.
- 2013-2014 Revolution - als Malcolm Dove - 4 afl.
- 2009-2011 Friday Night Lights - als Tom Cafferty - 6 afl.
- 1993 Return to Lonesome Dove - als Jasper Fant - 4 afl.
- 1989 Lonesome Dove - als Jasper Fant - 4 afl.
- 1984 Hill Street Blues - als politieagent Archie Peyser - 4 afl.
- 1983 Bay City Blues - als Mickey Wagner - 8 afl.

### Filmregisseur
- 2011 Javelina - film
- 2008 Clown Hunt - film
- 2002 Grand Champion - film
- 1997 Blood Trail - film

### Filmproducent
- 2011 Javelina - film
- 1997 Blood Trail - film
- 1990 Moon of the Desperados - documentaire

### Scenarioschrijver
- 2008 Clown Hunt - film
- 2002 Grand Champion - film
- 1997 Blood Trail - film

- Library of Congress Control Number: no00089487
- SNAC: w61n9h1r
- Virtual International Authority File: 75867482
- WorldCat: E39PBJbGTcy4tXFTRmQB38tVG3